# Leichtathletik-Weltmeisterschaft 1976
Die Leichtathletik-Weltmeisterschaft 1976 fand am 18. September 1976 in der schwedischen Stadt Malmö statt und bestand aus einem Wettkampf im 50-km-Gehen der Männer. Diese Disziplin hatte im selben Jahr nicht zum Programm der Olympischen Spiele in Montreal gehört. Der Wettbewerb wurde auf einer Straßenstrecke ausgetragen, mit Start und Zieleinlauf im Malmö Stadion. Es nahmen 42 Athleten aus 22 Ländern teil.

## Resultat Männer

### 50 km Gehen
| Platz | Athlet              | Land | Zeit (h)   |
| ----- | ------------------- | ---- | ---------- |
| 1     | Weniamin Soldatenko | URS  | 3:54:40 CR |
| 2     | Enrique Vera        | MEX  | 3:58:14    |
| 3     | Reima Salonen       | FIN  | 3:58:53    |
| 4     | Domingo Colin       | MEX  | 4:00:34    |
| 5     | Matthias Kröl       | GDR  | 4:00:58    |
| 6     | Jewgeni Ljungin     | URS  | 4:04:36    |
| 7     | Paolo Grecucci      | ITA  | 4:04:59    |
| 8     | Ralf Knütter        | GDR  | 4:05:41    |

Datum: 18. September